# أوغست فيلهلم البروسي (1722—1758)

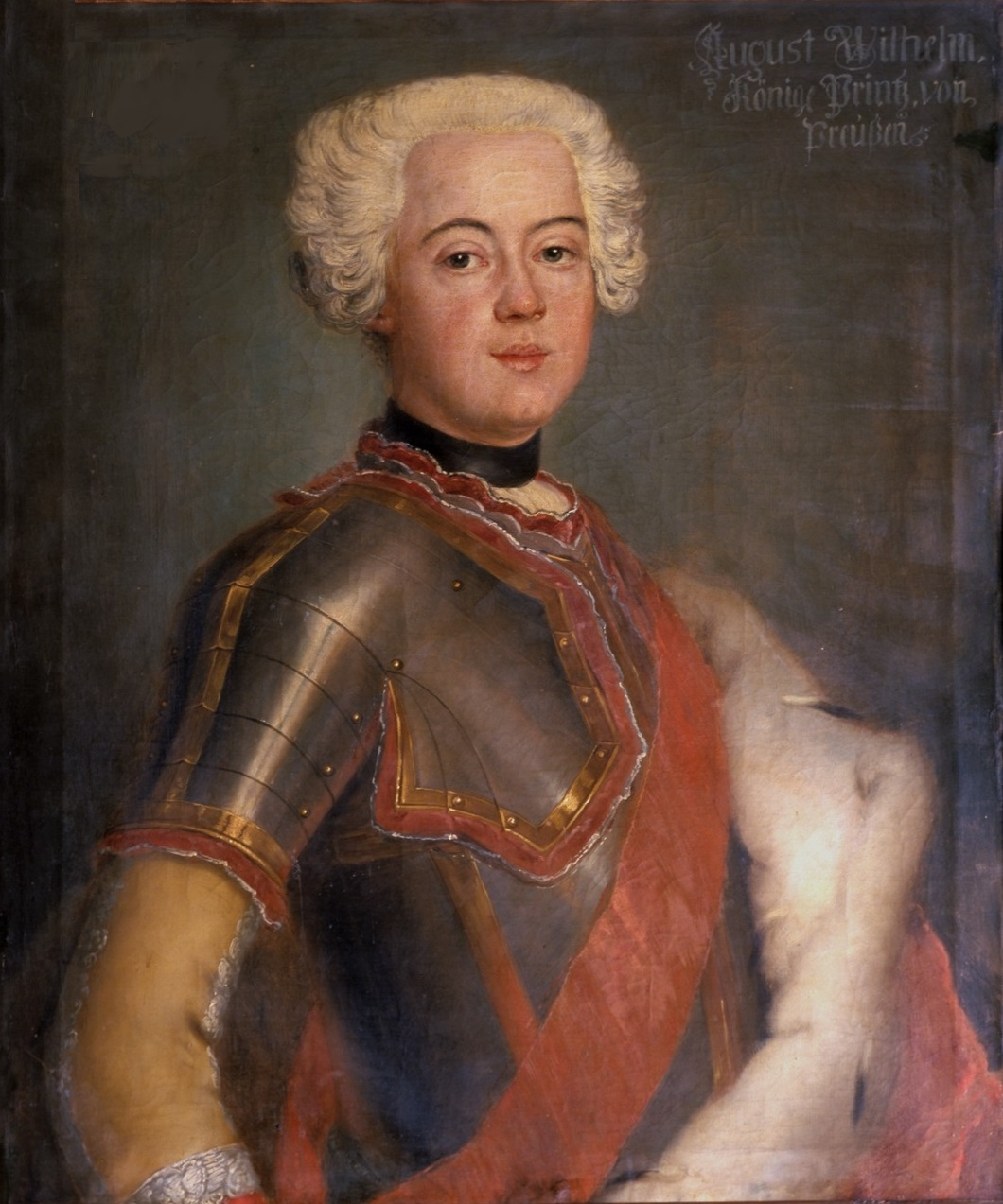
الأمير أوغست فيلهلم

الأمير أوغست فيلهلم (August Wilhelm؛ 9 أغسطس 1722 - 12 يونيو 1758) أمير بروسيا وشقيق الملك فريدرش العظيم. الابن الثاني للملك فريدرش فيلهلم الأول ملك بروسيا وصوفي دوروتيا هانوفر.
كان الشقيق الأصغر فيلهلمينه مارغرافين بايرويت، وفريدرخ الثاني ملك بروسيا وأولريكه لويزه بروسيا، وكان أوغست جنرالاً في الحروب السليزية.
تزوج من لويزه براونشفايغ-فولفنبوتل. ولأن شقيقه الأكبر لم يكن لديه أبناء، ورث ابن أوغست الأكبر العرش باسم فريدرخ فيلهلم الثاني ملك بروسيا. وكان الأمير صاحب القصر الذي صار قصر ولي العهد في المستقبل في برلين.